# Max Lloyd-Jones
Maxmillian Edward «Max» Lloyd-Jones (Londres, 26 de febrero de 1991) es un actor británico. Es conocido por haber interpretado a Noah en Switched at Birth.

## Biografía
Lloyd-Jones nació en Londres, Inglaterra. Tiene una hermana menor.

### Carrera
Debutó en 2005 en la película The Sandlot 2. También apareció como estrella invitada en Supernatural, en 2008.
Sus créditos en televisión incluyen participaciones en series de televisión tales como Tower Prep, Motive y Teen Wolf; así como las películas Flicka: Country Pride, Stone Markers y Field of Lost Shoes.
En 2014 se dio a conocer que Lloyd-Jones fue contratado para participar en la película The Dorm. En 2015 apareció como personaje recurrente en When Calls the Heart y como estrella invitada en iZombie. También apareció en un episodio de la serie de televisión de MTV Scream.
El 18 de diciembre de 2020, apareció en el capítulo final de la segunda temporada de The Mandalorian, interpretando a Luke Skywalker, para el que se editó la cara de Mark Hamill cuando era joven sobre el cuerpo de Max Lloyd.

## Filmografía
| Cine       | Cine                           | Cine               | Cine                     |
| Año        | Película                       | Rol                | Notas                    |
| ---------- | ------------------------------ | ------------------ | ------------------------ |
| 2005       | The Sandlot 2                  | David Durango      |                          |
| 2008       | Soulstice                      | Joven Skimmer      |                          |
| 2009       | Good Image Idea                | Wes                | Cortometraje             |
| 2012       | Flicka: Country Pride          | Briggs             |                          |
| 2012       | Stone Markers                  | Len Roberts        |                          |
| 2014       | Field of Lost Shoes            | Sam Atwill         |                          |
| 2014       | Finding Harmony                | Dylan Stark        |                          |
| 2015       | Kadence                        | Kadin Kaul         | Cortometraje             |
| 2015       | Is That a Gun in Your Pocket?  | Dexter             |                          |
| 2017       | War for the Planet of the Apes | Ojos Azules        |                          |
| 2025       | Destino Final: Lazos de Sangre | Paul Campbell      |                          |
| Televisión |                                |                    |                          |
| Año        | Título                         | Rol                | Notas                    |
| 2008       | Supernatural                   | Charlie Witshire   | 1 episodio               |
| 2010       | Tower Prep                     | Conrad             | 1 episodio               |
| 2011       | Girl Fight                     | Kevin              | Película para televisión |
| 2013       | Restless Virgins               | Luke               | Película para televisión |
| 2013       | Switched at Birth              | Noah               | 8 episodios              |
| 2014       | Teen Wolf                      | joven Chris Argent | 1 episodio               |
| 2014       | Motive                         | Jason Bir          | 1 episodio               |
| 2014       | The Dorm                       | Phillip            | Película para televisión |
| 2014       | Only Human                     | Dave               | Película para televisión |
| 2015       | When Calls the Heart           | Tom                | 6 episodios              |
| 2015       | iZombie                        | Ryan Fisher        | 1 episodio               |
| 2015       | Scream                         | Tyler O'Neill      | 1 episodio               |
| 2016       | Adventures in Babysitting      | Oficial James      | Película de televisión   |
| 2016       | Once Upon a Time               | Jacob              | 1 episodio               |